# Мунчелу Маре (Хунедоара)
Мунчелу Маре (рум. Muncelu Mare) насеље је у Румунији у округу Хунедоара у општини Вецел. Oпштина се налази на надморској висини од 775 m.

## Становништво
Према подацима из 2002. године у насељу је живело 44 становника, од којих су сви румунске националности.